# 勒孔特·德·利尔
夏尔·马里·勒内·勒孔特·德·利尔（法語：Charles Marie René Leconte de Lisle，法語發音：[ʃaʁl maʁi ʁəne ləkɔ̃t də lil]；1818年10月22日—1894年7月17日）是一名法国高蹈派诗人。

## 生平
出生于印度洋上的留尼汪岛聖保羅，父亲是一个军医，家教甚严。少年时期被父亲送到印度旅行，以为他今后从商作准备。嗣后，他回到法国的雷恩上学，主修希腊文、意大利文和历史。1846年定居巴黎。1886年被选为法兰西学院院士。

## 作品
勒孔特·德·利尔的主要特点是严整而不主观，讲究诗的体裁。他的诗有些冷酷生硬，甚至无情。但令人赞赏的是，他的诗是渊博和正直、华丽和工整融合在一起的杰作。
他写了三部诗集：《古诗》（1852年）、《野诗》（1862年）、《悲诗》（1884年）。他死后，人们把他晚年的诗收集起来，于1895年出版。他还翻译了古代希腊诗人的作品：如荷马、欧里庇得斯、赫西俄德等人的诗集。